# Kopexil
El kopexil (en INCI llamado óxido de diaminopirimida, conocido comercialmente por el nombre de Aminexil), es un compuesto químico similar al minoxidil. El minoxidil fue utilizado para tratar la hipertensión sanguínea; observándose un efecto secundario, la capacidad de incrementar el pelo del cuerpo. Ambos compuestos han sido utilizados para la terapia de la alopecia.

## Estructura química
El kopexil es un nitróxido, un grupo de sustancias en la que un átomo de nitrógeno de una amina terciaria se oxida. El compuesto puede existir en dos formas tautoméricas.

## Mecanismo de acción
El mecanismo exacto de acción del kopexil es desconocido. No hay ninguna prueba de efecto terapéutico del kopexil contra la alopecia.